# Wodyczky (rejon biłohirski)
Wodyczky (ukr. Водички) – wieś na Ukrainie, w obwodzie chmielnickim, w rejonie biłohirskim, nad Horyniem. W 2001 roku liczyła 146 mieszkańców.